# Theligonum
Theligonum L. – rodzaj roślin z rodziny marzanowatych. Obejmuje cztery gatunki z czego trzy rosną we wschodniej Azji – w Chinach, na Tajwanie i Wyspach Japońskich, a jeden T. cynocrambe w krajach śródziemnomorskich i w południowo-zachodniej Azji po Iran na wschodzie. Kwiaty są wiatropylne, a nasiona zawierające elajosom rozprzestrzeniają mrówki. Młode pędy są jadalne.
W XIX wieku dla rodzaju tego proponowano polskie nazwy: bazanka, bażanka i łaciec.

## Morfologia
PokrójRośliny zielne, zarówno roczne, jak i byliny o pędach nieco gruboszowatych.
LiściePojedyncze, ogonkowe, dolne naprzeciwległe, górne skrętoległe. Wsparte błoniastymi przylistkami zrastającymi się z nasadami ogonków. Blaszki całobrzegie.
KwiatyJedno- rzadziej obupłciowe, wyrastają w kątach górnych liście zebrane po 1–3 w wierzchotki. Kwiaty męskie siedzące, ze zredukowanym kielichem, z koroną głęboko podzieloną na 2–5 łatek, mocno odwiniętych podczas kwitnienia. Pręcików jest od kilku do 30, mają cienkie nitki, czasem zrastające się w grupy u nasady. Kwiaty żeńskie krótkoszypułkowe także ze zredukowanymi kielichem, koroną rurkowatą, uciętą, zakończoną 2–4 krótkimi łatkami. Zawierają zredukowane prątniczki, jednokomorową zalążnię z pojedynczym zalążkiem i pojedynczą szyjkę słupka.
OwoceSpłaszczony, podobny do orzeszka pestkowiec zawierający U-kształtne nasiono.

## Systematyka
Pozycja systematyczna
Rodzaj z monotypowego plemienia Theligoneae z podrodziny Rubioideae i rodziny marzanowatych Rubiaceae. W przeszłości pozycja systematyczna rodzaju była mocno niejasna i różnie ujmowana przez różnych autorów, włącznie z wyodrębnianiem go we własnej rodzinie Theligonaceae zaliczanej do rzędów marzanowców Rubiales (system Cronquista), mirtowców Myrtales (system Englera), czy goździkowców Caryophyllales. Rodzaj zaliczany był także m.in. do wodnikowatych Haloragaceae, przęstkowatych Hippuridaceae, portulakowatych Portulacaceae.
Wykaz gatunków
- Theligonum cynocrambe L.
- Theligonum formosanum (Ohwi) Ohwi & T.S.Liu
- Theligonum japonicum Ôkubo & Makino
- Theligonum macranthum Franch.